# Большаково (Калининградская область)

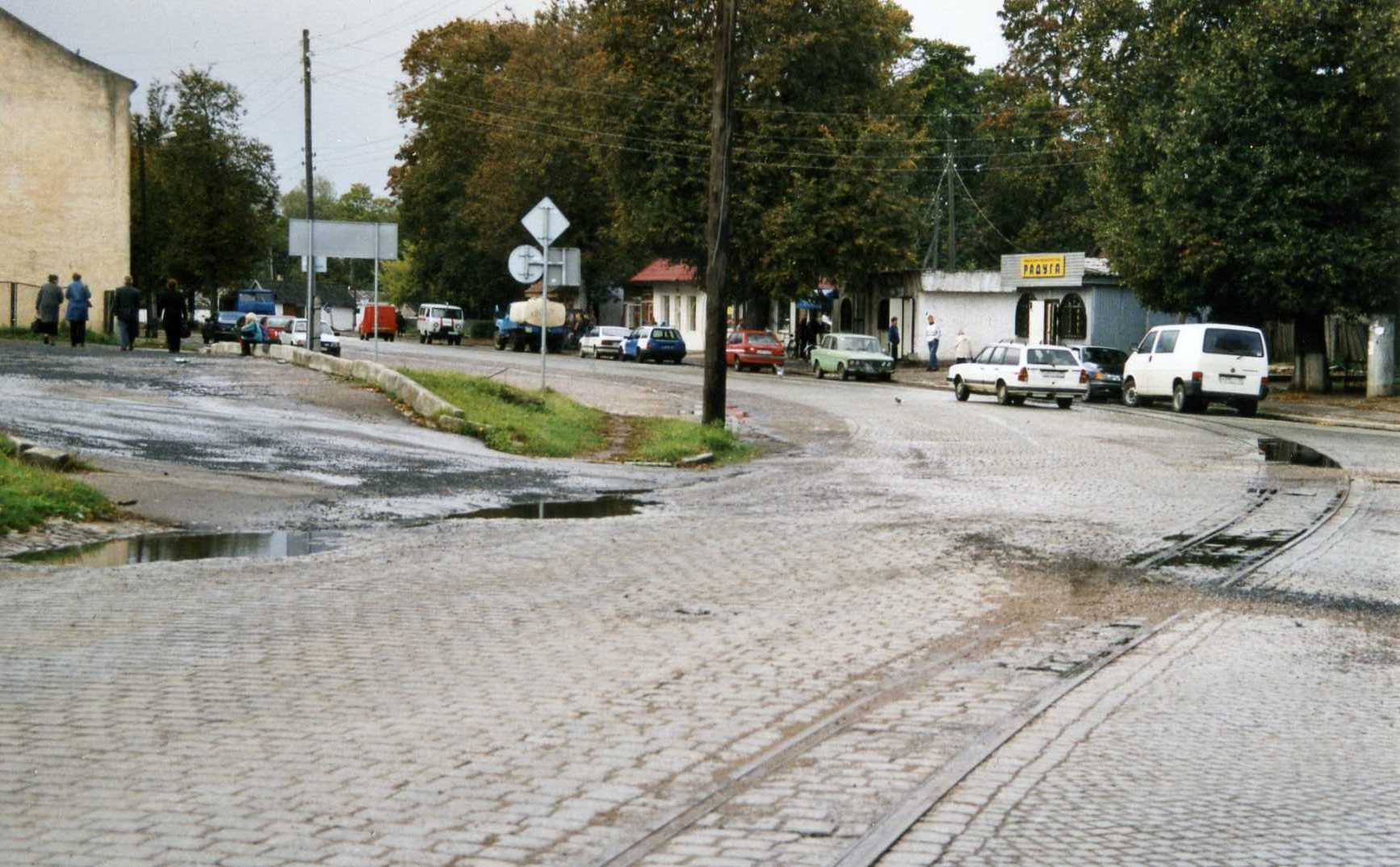
Рельсы узкоколейной железной дороги.

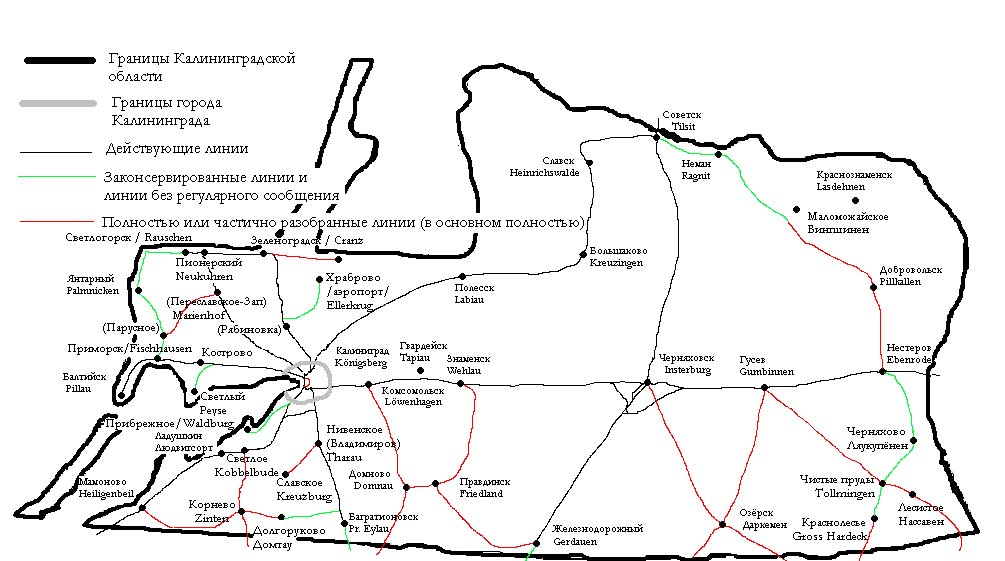
Карта железных дорог.

Большако́во (до 1938 года — Гросс-Скайсгиррен, нем. Groß Skaisgirren; в 1938—1947 годах — Кройцинген, нем. Kreuzingen) — самый крупный посёлок сельского типа в Славском районе Калининградской области, приблизительно в девяноста километрах от Калининграда. Административный центр Большаковского сельского поселения.

## География
Большаково расположено у границы Полесской низменности на водоразделе рек Осы, Луговой и притоков Ржевки, в окрестностях посёлка много болот. С северо-востока примыкает посёлок Краснознаменское, в 1 км к северо-западу — посёлок Победино.

## История
Гросс-Скайсгиррен был основан в 1583 году. В 1693 году, одновременно с церковью, была основана школа, а в 1773 году здание церкви было построено из булыжника.
В ночь с 18 на 19 июня 1807 года в доме местного священника останавливался император Франции Наполеон.[значимость факта?]
1 октября 1891 года была открыта железнодорожная линия Кёнигсберг — Тильзит, и в Гросс-Скайсгиррене появился железнодорожный вокзал.
В 1938 году Гросс-Скайсгиррен был переименован в Кройцинген (что означает перекрёсток).
По итогам Второй мировой войны вошёл в состав СССР. В 1946 году переименован в Большаково.
В 1945 году центральные улицы Большаково были сильно разрушены, лучше сохранились окраины посёлка — улицы Лермонтова, Пушкина, Офицерская. В послевоенные годы многие дома были построены на старых фундаментах. Были построены больница, детский сад, Дом Культуры, Дом быта, магазины, аптека. Здания церквей были приспособлены под кинотеатр и хозяйственный магазин.
С 1947 по 1963 год Большаково было райцентром Большаковского района (образован 25 июля 1947 года, расформирован 1 февраля 1963 года).

### Узкоколейка
В прошлом в Большаково была станция «Инстербургских малых железных дорог» (нем. Insterburger Kleinbahnen) — сети узкоколейных железных дорог (ширина колеи — 750 мм) общей протяжённостью более двухсот километров с центром в Инстербурге (Ныне — Черняховск). После войны дорога не восстанавливалась, однако рельсы на главной площади посёлка сохранялись до 2013 года.
- Источник к разделу: журнал Eisenbahn Kurier (Германия), special 52, 1 Quartal 1999.

## Население
| 1959 | 2002  | 2010  |
| ---- | ----- | ----- |
| 2052 | ↗2059 | ↗2448 |

## Экономика
Имеются предприятие «Ремонтник», крестьянское хозяйство «Подлесное», гостиница «Рената».

### Транспорт
В Большаково сходятся пять автодорог: из Черняховска, Талпаки, Полесска, Гастеллово, Советска и Жилино.
В Большаково расположена станция Большаково-Новое Калининградской железной дороги. Эта станция относится к железнодорожной линии «Калининград—Советск».

## Достопримечательности
В настоящее время в поселке имеются три здания, которые представляют историческую ценность:
- Кирха 1628 года (ныне в здании находится православный храм Кирилла и Мефодия)
- Кирха 1923 года (ныне в здании находится приход Святого Иоанна Крестителя Римско-католической Церкви), Садовый переулок, 4
- Здание начала XX века, ныне школьная мастерская, ул. Калининградская, 1

Также имеется природный объект — дерево гинкго.
Около Большаково находится Радиоцентр № 5, через который идут некоторые трансляции радиостанции «Голос России».
Рядом с посёлком располагается государственный природный заказник «Громовский», основу которого составляет болото Большое Моховое площадью 24 км² и прилегающий к болоту крупный лесной массив.
В посёлке Большаково находится братская могила, в которой захоронено 140 воинов, погибших на территории района во время боевых действий в 1945 году.
В 1958 году здесь был установлен памятник.
15 сентября 2006 года на гражданском кладбище посёлка был торжественно открыт памятник Герою Советского Союза Кошелеву Василию Гавриловичу.